# Mistrovství světa juniorů ve sportovním lezení 2007
Mistrovství světa juniorů ve sportovním lezení 2007 (anglicky: IFSC World Youth Championship) se uskutečnilo jako patnáctý ročník 23.-26. srpna v Ekvádoru ve městě Ibarra v lezení na obtížnost a rychlost. Do průběžného světového žebříčku juniorů se bodovalo třicet prvních závodníků v každé kategorii lezců od 14 do 19 let.

## Průběh MSJ
Deset ekvádorských závodníků bylo ve finále a získali tři medaile.

### Češi na MSJ
Po dvouleté přestávce zde získal český závodník opět medaili a zároveň v pořadí již třetí českou zlatou. Juniorským mistrem světa v lezení na obtížnost v kategorii B se stal Adam Ondra, který svůj titul v dalších letech dvakrát obhájil.

### Výsledky juniorů a juniorek
| obtížnost           | obtížnost             | rychlost              | rychlost              |
| ------------------- | --------------------- | --------------------- | --------------------- |
| junioři             | juniorky              | junioři               | juniorky              |
| 1. Sači Amma        | 1. Christine Schranz  | 1. Maksym Osipov      | 1. Rosmery Da Silva   |
| 2. Felix Neumärker  | 2. Jana Čerešněvová   | 2. Egor Skachkov      | 2. Jana Čerešněvová   |
| 3. Cukuru Hori      | 3. Anne Hoarau        | 3. Sergej Kokorin     | 3. Anne Hoarau        |
|                     |                       |                       |                       |
| 4.-5. Jj Mah        | 4. Christina Schmid   | 4. Zufar Nigmanov     | 4. Olena Sheremetyeva |
| 4.-5. Manuel Romain | 5. Silvie Rajfová     | 5. Esteban Crespo     | 5. Stefanie Kofler    |
| 6. Magnus Midtboe   | 6. Vera Zijlstra      | 6. Giovanni Goncalves | 6. Alina Rudenko      |
| 7. Ryan Roden       | 7. Franziska Saurwein | 7. Jan Haiko          | 7. Lucie Hrozová      |
| 8. Matt Johnson     | 8. Page Stiers        | 8. Gabriel Delgado    | 8. Daniela Lopez      |
|                     |                       |                       |                       |
| bez finále          | bez finále            | 8/4 finalistů         | 8/4 finalistek        |
| 26 semifinalistů    | 25 semifinalistek     | 16 semifinalistů      | 16 semifinalistek     |
| 50 juniorů          | 29 juniorek           | 39 juniorů            | 25 juniorek           |

### Výsledky chlapců a dívek v kategorii A
| obtížnost            | obtížnost             | rychlost               | rychlost                 |
| -------------------- | --------------------- | ---------------------- | ------------------------ |
| chlapci              | dívky                 | chlapci                | dívky                    |
| 1. Jakob Schubert    | 1. Charlotte Durif    | 1. Sergej Abdrachmanov | 1. Kseniya Polekhina     |
| 2. Mario Lechner     | 2. Marah Bragdon      | 2. Gonzalo Mejia       | 2. Alina Gajdamakinová   |
| 3. Thomas Tauporn    | 3. Melissa Main       | 3. Andres Quinteros    | 3. Tiffany Hensley       |
|                      |                       |                        |                          |
| 4. Gautier Supper    | 4. Spasina Nedyalkova | 4. Stanislav Kokorin   | 4. Alexandra Malysheva   |
| 5. Eric Lopez Mateos | 5. Luisa Neumärker    | 5. Alexander Stepanov  | 5. Cassandra Zampar      |
| 6. Martin Stráník    | 6. Ines Dull          | 6. Ali Linares         | 6. Oleksandra Bud Gusaim |
| 7. Esteban Eguez     | 7. Heidi Schrottmayer | 7. Gautier Supper      | 7. Amanda Sutton         |
| 8. Ciril Vezonik     | 8. Kseniya Polekhina  | 8. Juan Ortega         | 8. Liubov Shagina        |
|                      |                       |                        |                          |
| —                    | —                     | 16. Martin Stráník     | —                        |
|                      |                       |                        |                          |
| 8 finalistů          | bez finále            | 8/4 finalistů          | 8/4 finalistek           |
| 26 semifinalistů     | 26 semifinalistek     | 16 semifinalistů       | 16 semifinalistek        |
| 47 chlapců           | 36 dívek              | 33 chlapců             | 33 dívek                 |

### Výsledky chlapců a dívek v kategorii B
| obtížnost             | obtížnost               | rychlost              | rychlost                  |
| --------------------- | ----------------------- | --------------------- | ------------------------- |
| chlapci               | dívky                   | chlapci               | dívky                     |
| 1. Adam Ondra         | 1. Johanna Ernst        | 1. Andrey Shilenberg  | 1. Dinara Fachritdinovová |
| 2. Masahiro Higuchi   | 2. Alexandra Ladurner   | 2. Bogdan Posmashnyy  | 2. Stefanie Pichler       |
| 3. Max Rudigier       | 3. Sasha DiGiulian      | 3. Isaac Estevez      | 3. Rossi Gabazú           |
|                       |                         |                       |                           |
| 4. Jan Hojer          | 4. Julia Miroshnichenko | 4. Nathan Hadley      | 4. Francis Guillen        |
| 5. Naoto Hakamada     | 5. Stefanie Pichler     | 5. Reinaldo Camacho   | 5. Katherine Alvarez      |
| 6. Arman Ter-Minasyan | 6. Julie Michelard      | 6. Arman Ter-Minasyan | 6. Dinara Usmanova        |
| 7. Julian Bautista    | 7. Katherine Alvarez    | 7. Jan Hojer          | 7. Nadazhda Krasavina     |
| 8. Eric Sethna        | 8. Katherine Choong     | 8. Jan Cobo           | 8. Francesca Metcalf      |
|                       |                         |                       |                           |
| —                     | 16. Edita Vopatová      | —                     | 30. Edita Vopatová        |
|                       |                         |                       |                           |
| 8 finalistů           | 8 finalistek            | 8/4 finalistů         | 8/4 finalistek            |
| 26 semifinalistů      | 26 semifinalistek       | 16 semifinalistů      | 16 semifinalistek         |
| 35 chlapců            | 38 dívek                | 30 chlapců            | 34 dívek                  |

### Čeští Mistři a medailisté
| Disciplína | Kategorie | Lezec/lezkyně | Zlato         | Stříbro | Bronz |
| ---------- | --------- | ------------- | ------------- | ------- | ----- |
| Obtížnost  | Kat. B    | Adam Ondra    | Zlatá medaile |         |       |

### Medaile podle zemí
| pořadí | stát      | Zlatá medaile | Stříbrná medaile | Bronzová medaile | celkem |
| ------ | --------- | ------------- | ---------------- | ---------------- | ------ |
| 1.     | Rusko     | 4             | 5                | 1                | 10     |
| 2.     | Rakousko  | 3             | 2                | 1                | 6      |
| 3.     | Japonsko  | 1             | 1                | 1                | 3      |
| 4.     | Francie   | 1             | 0                | 2                | 3      |
| 5.     | Venezuela | 1             | 0                | 1                | 2      |
| 6.     | Ukrajina  | 1             | 0                | 0                | 1      |
| 6.     | Česko     | 1             | 0                | 0                | 1      |
| 8.     | USA       | 0             | 1                | 3                | 4      |
| 9.     | Ekvádor   | 0             | 1                | 2                | 3      |
| 10.    | Německo   | 0             | 1                | 1                | 2      |
| 11.    | Itálie    | 0             | 1                | 0                | 1      |